# Station Koetille
Station Koetille is een voormalig spoorwegstation bij Koetille aan de spoorlijn Stiens-Harlingen. Het station werd geopend op 2 mei 1904 en gesloten op 15 mei 1935.
Bij het station staat een voormalig wachterswoning uit 1903. Tegenwoordig een woonhuis.
0: Stiens ·
4: Vrouwbuurtstermolen ·
5: Vrouwenparochie ·
7: Langhuisterweg ·
8: St. Annaparochie ·
10: Koudeweg ·
12: St. Jacobiparochie ·
15: Minnertsga ·
17: Firdgum ·
18: Tzummarum ·
21: Oosterbierum ·
23: Sexbierum-Pietersbierum ·
26: Wynaldum ·
27: Midlum-Herbayum ·
29: Koetille ·
29: Harlingen